# Jujuba

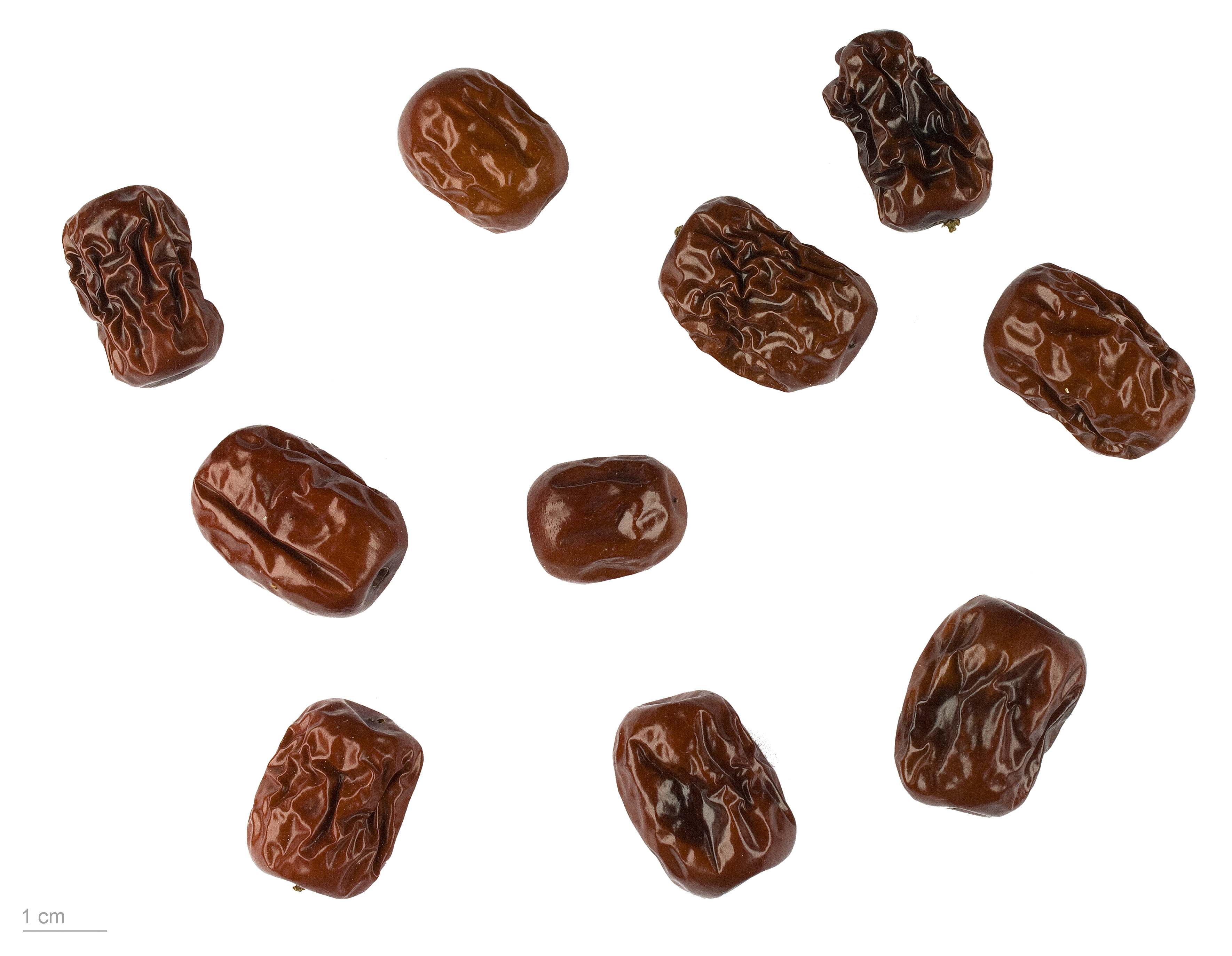
A termése aszalva.

A jujuba vagy kínai datolya (Ziziphus jujuba) Kelet-Ázsiában őshonos lombhullató fa, illetve ennek gyümölcse.
Nemzetségének a típusfaja.

## Előfordulása és termesztése
Hazájában, Kínában 4000 éve termesztik tápláló terméséért. Kínán kívül a Fülöp-szigeteken, Afganisztánban, Perzsiában, Arábiában, Közép-Ázsiában termesztik nagyobb mennyiségben. Betelepítették Észak-Amerikában, Afrikában. Napjainkban Moldáviában is megkezdték telepítését.

## Jellemzői
Alacsony, 6–8 méter magas fa, amely a Földközi-tenger egész vidékén elterjedt. Törzsének kérge barna, repedezett, ágai tüskések. Levelei csipkés szélűek, tojásdad alakúak, váltakozó állásúak. Jellegzetességük a három hosszanti főér. Hosszuk 3,5–8 centiméter között változik. Sárga, vagy zöldes virágai, rövid bogernyőben csoportosulnak, főleg a vékony hajtásokon nyílnak, néha az idősebb ágakon is megjelennek. Csonthéjas termése, a jujuba  hosszúkás, vagy elliptikus, kezdetben zöld, majd rozsdabarna, a húsa egyetlen nagy magot vesz körbe.

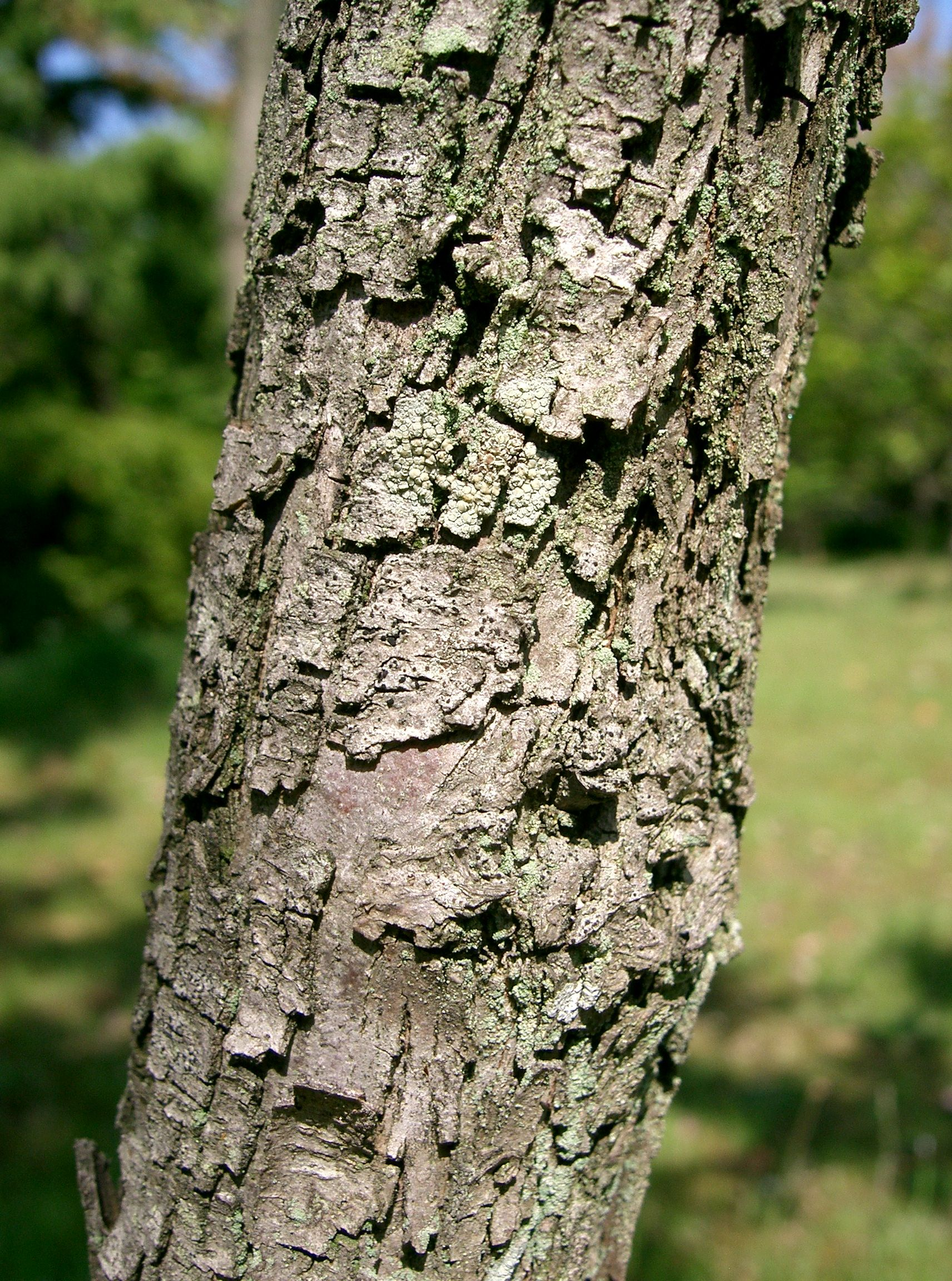
Törzse
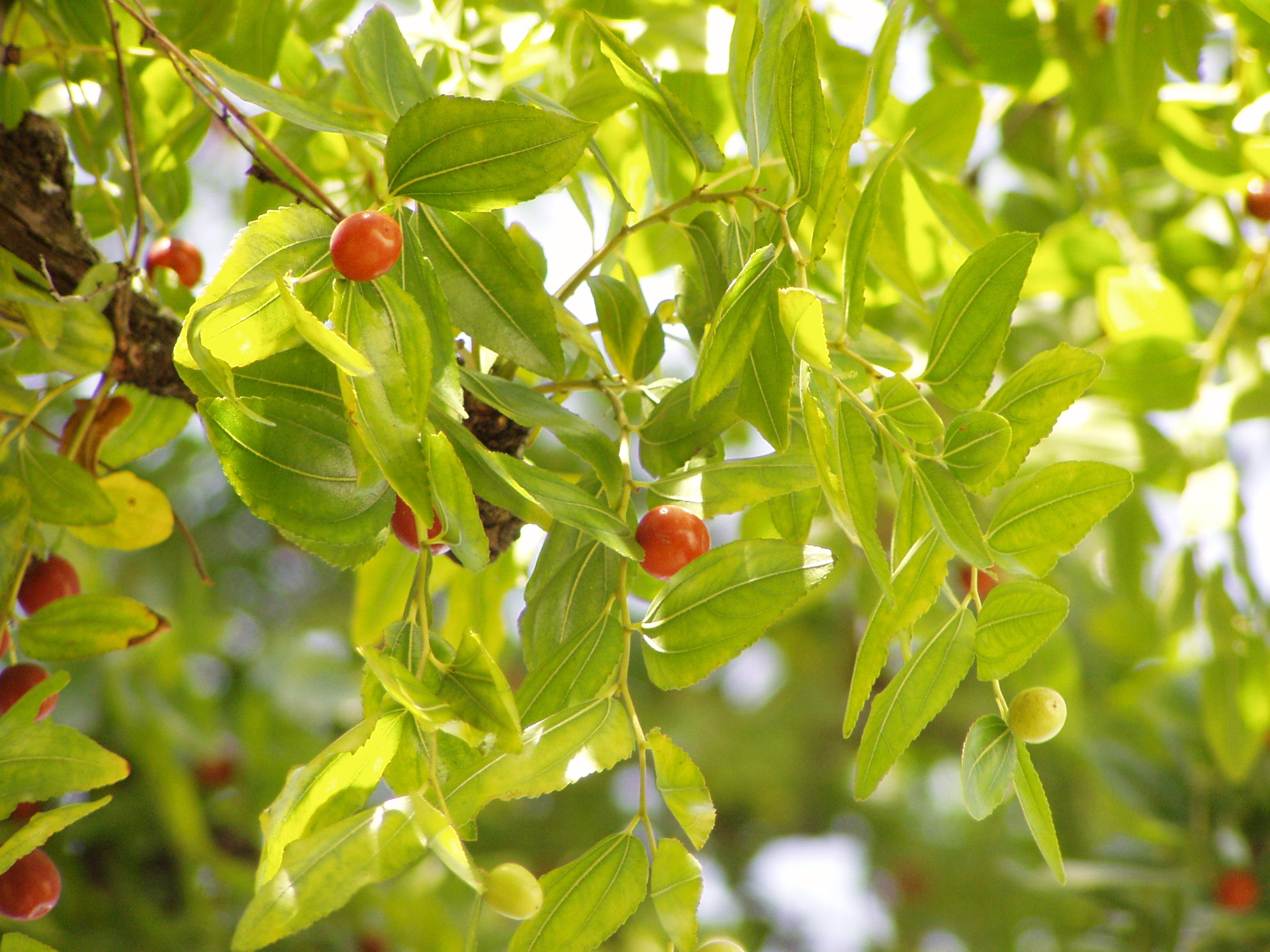
Levelei és termései
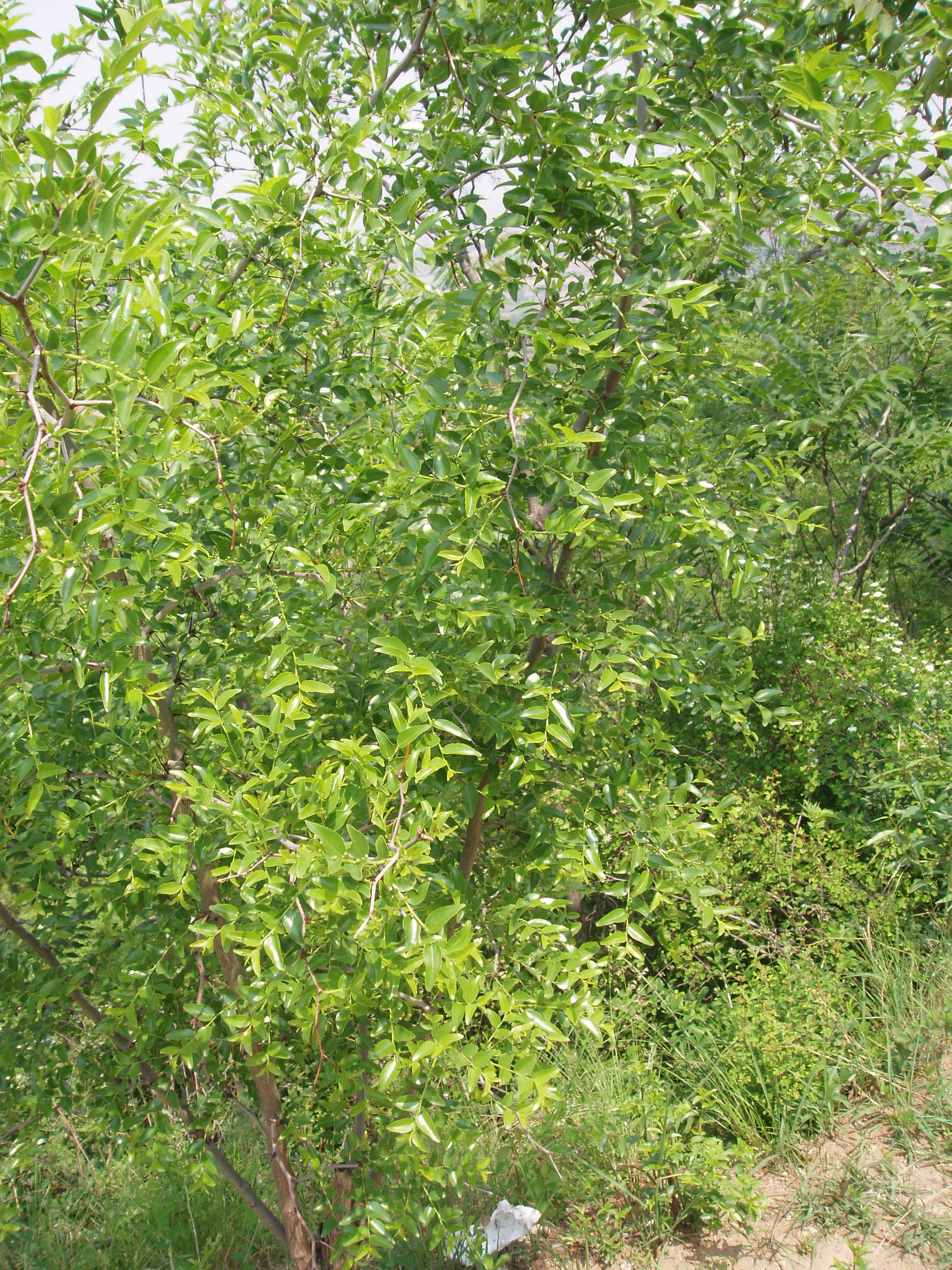
A növény
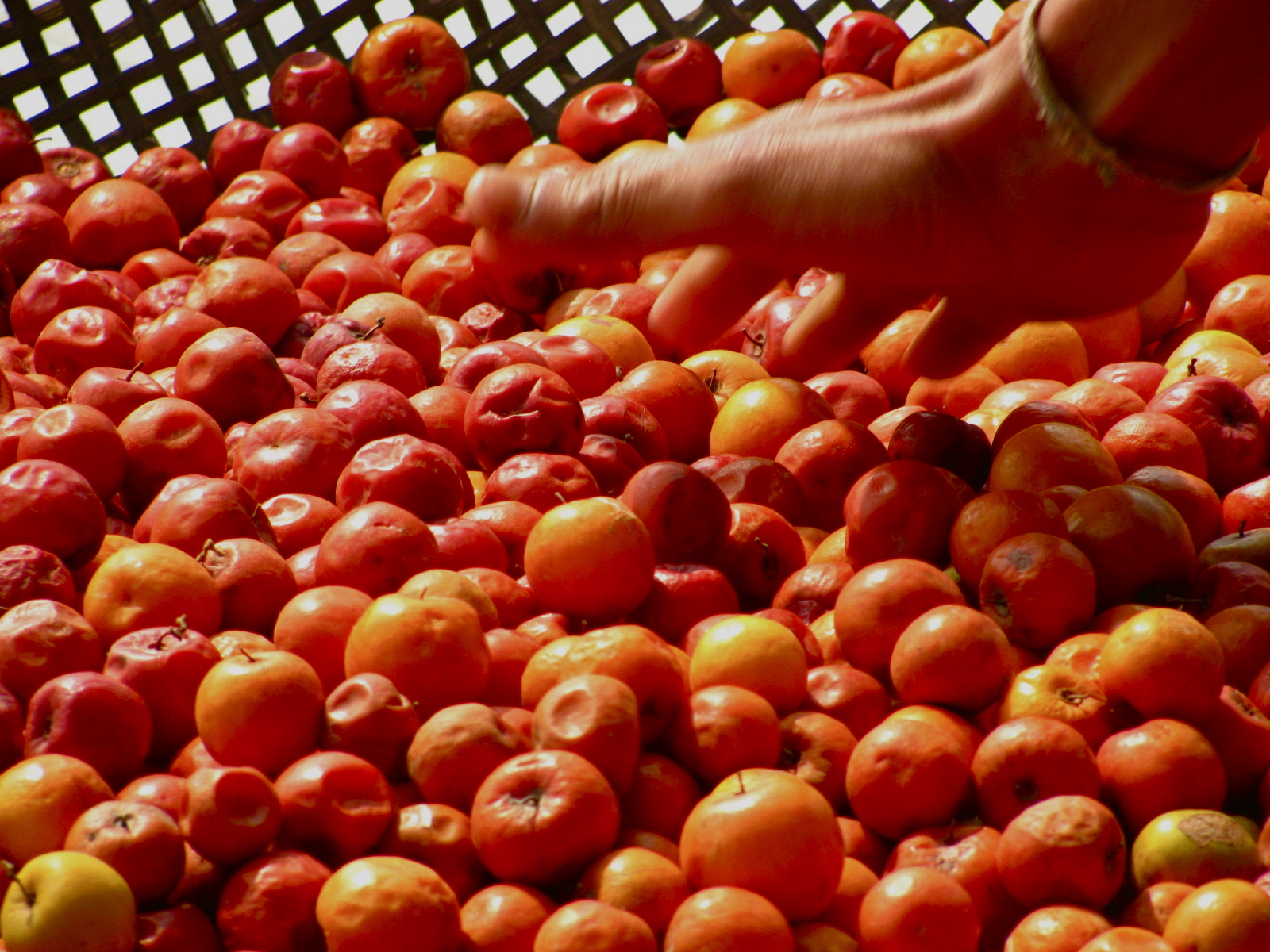
Betakarított gyümölcsök

Hosszú tenyészidejű növény, sok napsütést igényel. A talajjal szemben igénytelen, Moldáviában, Közép-Ázsiában száraz, köves domboldalakon is jól érzi magát. Rendszeres öntözést csak az ültetést követő 1—2 évben igényel, utána fokozatosan átállítható a természetes csapadék hasznosítására. A nagy humusztartalmú, nedves területek nem alkalmasak telepítésére. Kiemelkedő télállósággal rendelkeznek a közép-ázsiai eredetű fajták. Ezek a típusok hazánkban is jól telelnek. A kínai datolya igénytelen növény. Jól tűri a hőmérsékleti szélsőségeket, a nyári +40 °C-tól a téli -20 °C-ig. Jó fejlődéséhez az évi +30 -15 °C-os szórás látszik kedvezőnek. A késő tavaszi fagyok és a rossz idő ellen késői kihajtással védekezik, ami hazai viszonyaink között nagyon fontos tulajdonság.

## Szaporítása
A kínai datolyát magról és oltással szaporíthatják. Egyes típusok gyökérsarjai és dugványai is gyökereztethetők, de ez elég ritka jelenség. Az amerikai eredetű növényeknél előfordulnak olyan típusok, amelyek nem olthatók sikerrel. A magvetést az ősszel érett termésekből szedett magokkal legjobb tavasszal végezni. A magvak hideghatás nélkül is jól csíráznak. A tőzeggel vagy homokkal lazított talajban 1 cm mélyre helyezett magok csírázási ideje 1—2 hónap, 20—25 °C-on. A csonthéjból 2 csíranövény is fejlődhet, ezek szétválasztható. A magoncokat alanynak használják. Jól olthatók párosítással.

## Felhasználása
Hazájában, keleten szinte minden részét felhasználják. Kérge és levele a sok csersav miatt gyógyszernek és cserzőszernek alkalmas alapanyag. A Himalája északkeleti lejtőin selyemhernyót nevelnek rajta. A jujuba termése belsőleg fájdalomcsillapítóként ajánlott rekedtség és a garat gyulladásos megbetegedései, például torokgyulladás esetén. Köhögés és hörghurut kezelésében köptetőszerként használják. Nyálkahártya-összehúzó tulajdonsága miatt hatásos gyógyszer hasmenés kezelésére önmagában vagy a hasonló hatású szentjánoskenyérfa és az orvosi zilíz segítségével.

### Gyógyhatása
A jujuba mikrobaellenes, gyulladásgátló és féregűző hatását már bizonyították, de ismeretes nyugtatóként és hatásos cukorbetegség esetén, valamint serkentő tulajdonsága megmutatkozik az immunrendszer működésének szabályozásában. A gyümölcsnek ezenfelül összehúzó hatása is van.
A jujuba termését régóta fogyasztják, és mindeddig semmilyen mérgező hatása nem ismert.